# Creu de terme de Lladó
La Creu de terme de Lladó és una creu de terme del municipi de Lladó (Alt Empordà), inclosa a l'Inventari del Patrimoni Arquitectònic de Catalunya.
Creu de pedra situada als afores del poble a la carretera de Figueres. És una creu muntada damunt d'una base de tres esglaons circulars. El fust cilíndric també és del mateix material que la base. La creu és grega i té un capitell amb l'escut del poble.